# Fußball-Club Remscheid e.V.
Fußball-Club Remscheid e.V. é uma agremiação esportiva alemã, fundada a 25 de outubro de 1908, como BV 08 Lüttringhausen. 
A 1 de julho de 1990 ocorreu a fusão de BV Lüttringhausen e Marathon VfB Remscheid. A associação está sediada em Remscheid, na Renânia do Norte-Vestfália.

## História
Um de seus predecessores, o Marathon foi formado em 1906, enquanto o BV Lüttringhausen foi fundado a 25 de outubro de 1908 no distrito norte da cidade de mesmo nome. O VfB viria a se fundir com um clube chamado BV Remscheid, em 1971, enquanto o Lüttringhausen tornou-se o BVL 08 Remscheid em julho de 1985. 
Ambos os clubes atuaram na terceira divisão, embora o BVL Lüttringhausen tenha desfrutado de três temporadas na 2. Bundesliga nos anos 80, nas temporadas 1982-1984 e 1987-1988).
Após 1 de julho de 1990 houve a fusão de VfB e BVL. O recém-criado Fußball-Club Remscheid conquistou a Oberliga Nordrhein (III), em 1991, e alcançou a 2. Bundesliga, pela qual jogou duas temporadas antes de ser rebaixado. A equipe então alternou entre o terceiro e quarto nível até capitular na temporada 1998-1999 sob o peso de dívidas de mais de 1,5 milhões. A equipe então foi relegada à Verbandsliga Niederrhein (V), em 2000, antes de cair para a Landesliga Niederrhein (VI) em 2003.
O VfB Remscheid, desde então reformado, atua na Landesliga Niederrhein.

## Títulos
Como VfB Marathon 06
- Campeão Amador Alemão: 1968;

Como BV 08 Lüttringhausen
- Campeão Amador Alemão: 1986;

Como FC Remscheid
- Landesliga Niederrhein Campeão: 2009;
- Verbandsliga Niederrhein Campeão: 1974;
- Oberliga Nordrhein (III) Campeão: 1982, 1987, 1991;
  - Vice-campeão da Oberliga Nordrhein (III): 1986;
  - Vice-campeão da Oberliga Nordrhein (IV): 1995, 1996;
- Landesliga Niederrhein Campeão: 1974;
- Niederrhein Pokal Campeão: 1990, 1991, 1994;